# تشيانغ شيه لو
تشيانغ شيه لو قالب:Lang-zh-tw (مواليد 16 ديسمبر 1982 في تايوان) لاعب كرة قدم تايواني دولي يجيد اللعب في مركز الهجوم . يلعب حاليا لصالح نادي شركة كهرباء تايوان التايواني منذ سنة 2002 .